# بریتیش گلف اینترنشنال ایرلاینز
بریتیش گلف اینترنشنال ایرلاینز (به انگلیسی: British Gulf International Airlines) یک شرکت هواپیمایی است. دفتر مرکزی بریتیش گلف اینترنشنال ایرلاینز در سائوتومه، سائوتومه و پرنسیپ واقع شده‌است و قطب این شرکت هواپیمایی در فرودگاه بین‌المللی شارجه قرار دارد.